# Айри Демировски
Айри Демировски (на македонска литературна норма: Ајри Демировски; на турски: Hayri Önder) е югославски и турски композитор. Автор е на песента „Битоля, мой роден край“.

## Биография
Айри Демировски е роден през 1927 година в град Битоля, тогава в Кралство Югославия. След 1944 година учи в Загреб графични техники и се занимава с печатарство в Пула, Риека и Скопие, а от 1949 година се завръща в Битоля и започва работа като пазач в Радио Битоля.
Скоро след това започва да пише авторски текстове и музика за песни в стила на македонските народни песни. Вярва се, че е автор на над 80 такива песни, като нито една от тях не е на турски език.
При масовата емиграция на турци от СФРЮ към Турция Айри Демировски се изселва в Измир, където продължава да пише песни през свободното си време.
През 2007 година е награден с титлата почетен гражданин на Битоля, а неговата песен „Битоля, мой роден край“ е избрана от гражданите на Битоля за песен на века. Умира на 21 октомври 2009 година в Измир.